# Hania Robledo
Hania Robledo ist eine Szenenbildnerin und Artdirectorin.

## Leben
Robledo begann ihre Karriere im Filmstab 1998 als Assistentin in der Außenrequisite beim Abenteuerfilm Die Maske des Zorro von Martin Campbell. Später arbeitete sie als Artdirectorin unter anderem an Nacho Libre, 8 Blickwinkel und der Disney-Produktion Beverly Hills Chihuahua.
Für das Drama Frida war sie gemeinsam mit Felipe Fernández del Paso 2003 für den Oscar in der Kategorie Bestes Szenenbild nominiert, die Auszeichnung ging in diesem Jahr jedoch an Chicago. Robledo war zudem 2014 für Elysium für den „Excellence in Production Design Award“ der Art Directors Guild nominiert.

## Filmografie (Auswahl)
- 1998: Die Maske des Zorro (The Mask of Zorro)
- 2002: Frida
- 2006: Nacho Libre
- 2008: 8 Blickwinkel (Vantage Point)
- 2008: Beverly Hills Chihuahua
- 2013: Elysium
- 2020: Siberia

## Auszeichnungen (Auswahl)
- 2003: Oscar-Nominierung in der Kategorie Bestes Szenenbild für Frida